# День молодёжи (Украина)
«День молодёжи» (укр. «День молоді») — национальный праздник молодых людей страны, который отмечается на Украине 12 августа.
До 2022 года праздник всегда отмечался ежегодно в последнее воскресенье июня.